# 아프리카니스

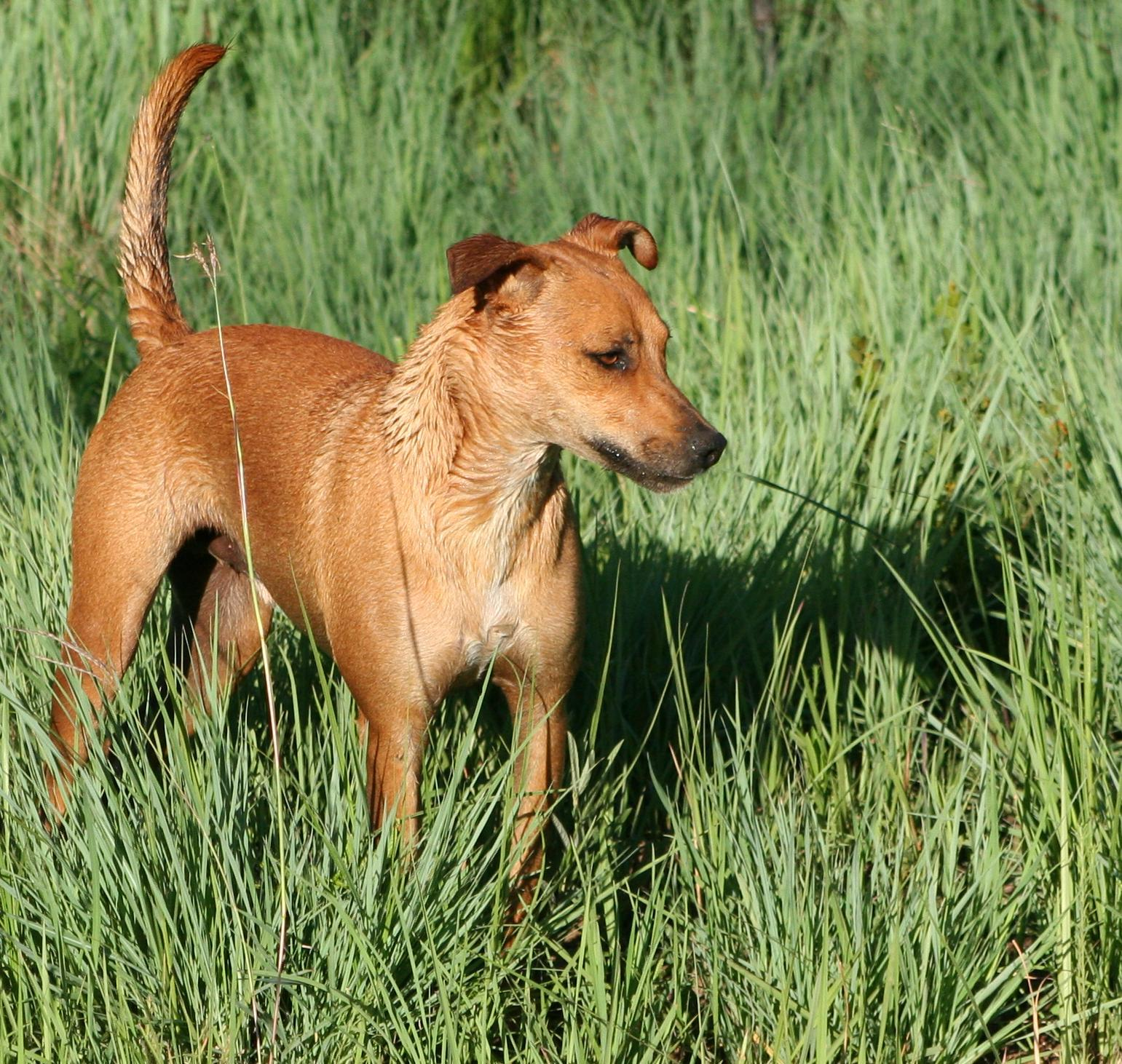

아프리카니스(Africanis)는 아프리카 원산인 반야생의 수렵견이다. 표준이 정해지지 않았기 때문에 생김새와 모색이 매우 다양하다. 원주민들이 사자를 사냥하는데 쓰기도 할 정도로 용맹한데 크기는 체고 50~55cm, 체중 25~30kg의 중형견이다. '호텐토트 헌팅 독', '반투 독', '코이코이독' 이라고도 불린다.

## 같이 보기
- 바센지